# João Gomes de Melo
João Gomes de Melo, primeiro e único Barão de Maruim, (Maruim? Rosário do Catete?, 18 de setembro de 1809 — Rio de Janeiro, 23 de abril de 1890) foi um proprietário rural e político brasileiro.

Armas do barão de Maroim.

Foi deputado geral, vice-presidente de província e senador do Império do Brasil de 1861 a 1889. Foi presidente da província de Sergipe, de 25 de setembro de 1855 a 27 de fevereiro de 1856. Foi Grande do Império, cavaleiro da Imperial Ordem de Cristo, oficial da Imperial Ordem do Cruzeiro, cavaleiro da Imperial Ordem da Rosa e comendador da Ordem de São Gregório Magno.
O título de Barão de Maruim (ou Maroim) foi-lhe concedido por D. Pedro II do Brasil em 11 de Outubro de 1848. Foi elevado a Barão com Grandeza pelo mesmo monarca a 2 de Dezembro de 1851.

## Biografia
Filho de aristocratas rurais cujas propriedades canavieiras abrangiam os municípios de Rosário do Catete, Siriri, Japaratuba e Santo Amaro das Brotas; as informações sobre seu local de nascimento variam com a bibliografia pesquisada. Ainda jovem herda a grande fortuna dos falecidos pais: três engenhos, 40 contos de réis (R$ R$ 2.240.000,00), imóveis e rebanhos. Casa-se em 1833 com a viúva Maria José de Faro proprietária de outros 3 engenhos açucareiros e que falece em 1859. Casa-se novamente com D. Valentina Soares de Souza, irmã do estadista Paulino José Soares de Souza, o Visconde do Uruguai, cuja influência junto ao imperador foi peça chave no processo de transferência da capital da Província de Sergipe.
Na política inicia sua trajetória influente nos anos 1840s, detendo vários títulos e cargos de expressão, destacando-se na corte do império e como liderança política em Sergipe. Em 1848 torna-se deputado da Assembleia Provincial e recebe o título honorífico de Barão. Em 1853 assume como Deputado na Câmara Geral, persistindo ainda por mais 2 legislaturas no cargo. Governou a Província de setembro de 1855 a abril de 1856, período crítico de uma epidemia de cólera. Foi por carta imperial de 1861, nomeado Senador vitalício. Recebeu ainda várias condecorações devido a grandes doações a instituições de caridade e culturais, a Igreja, e a imprensa.
Comandou o Partido Camondongo juntamento com o Barão de Propriá em oposição ao Partido Conservador. Em 1846 quando os conservadores assumem o poder na Província, a perseguição política leva ao exílio os líderes do partido. Em 1847 retornam a Sergipe criando uma dissidência do partido denominado Bagaceira, renomeados para Partido Rapina nos anos de novo predomínio Conservador. Em 1855 com a perda do comando político do Partido Conservador, o partido Rapina é extinto, o Partido Camondongo formam uma ala de remanescentes (Partido Liberal) e uma ala dissidente, dita conservadora liderados pelo Barão de Maruim (Partido Saquarema).

### Processo de Mudança da Capital
O Barão de Maruim exerceu papel de destaque no processo de mudança da capital de São Cristóvão para Aracaju. Desde a época como deputado da Assembleia Provincial articulava para tal feito, pois a transferência da sede do governo aumentaria a influência política na província e o poder comercial dos senhores de engenho do vale do Cotinguiba (liderados pelo Barão de Maruim) em oposição aos senhores do vale do Vaza Barris. 
Em 1853, no mandato na Câmara Geral de Deputados, inicia uma aliança com o então Deputado Geral suplente pelo Ceará Inácio Joaquim Barbosa; e com sua influência junto ao imperador por intermédio de seu cunhado, o Visconde do Uruguai, indica Inácio Barbosa a presidente da província, então nomeado por Carta Imperial de 7 de outubro de 1853. A partir daí foi colaborador essencial do presidente Barbosa no projeto de mudança da capital, consegue maioria na Assembleia Legislativa da Província, obtém alianças na corte, mantém o partido e aliados em apoio coeso ao projeto. Os próprios planos da Assembleia Legislativa para mudança da capital foram abertos no Engenho Unha do Gato, pertencente ao Barão de Maruim. Apesar das críticas e oposição por parte de vários grupos, principalmente ligados a São Cristóvão, foi sancionada a resolução que elevava o povoado Santo Antônio do Aracaju à categoria de cidade, e transferia para ele a capital da província em 17 de março de 1855.